# Diaphania lucidalis
Diaphania lucidalis is een vlinder uit de familie van de grasmotten (Crambidae), uit de onderfamilie van de Spilomelinae. De wetenschappelijke naam van deze soort is voor het eerst voorgesteld als Eudioptis lucidalis door  Hübner in een publicatie uit 1823.
De voorvleugellengte van het mannetje varieert van 13 tot 15 millimeter en van het vrouwtje 13 tot 16 millimeter.

## Verspreiding
De soort komt voor in Cuba, Jamaica, Grenada, Panama, Venezuela, Suriname, Brazilië, Ecuador, Bolivia en Paraguay.